# ZTF J1901+1458
ZTF J1901+1458 (Gaia ID 4506869128279648512) — белый карлик в созвездии Орла. Находится примерно в 130 световых годах от Солнца. Обнаружен обзором Zwicky Transient Facility (ZFT). По состоянию на 2021 год это самый массивный белый карлик, а также одновременно самый маленький по радиусу, который когда-либо был обнаружен.

## Характеристики объекта
Его масса составляет 1,35 масс Солнца, что почти максимально допустимо для объектов этого типа, так как его масса близка к пределу Чандрасекара. Радиус звезды составляет около 2140 км, что чуть больше размера Луны. Объект вращается очень быстро, совершая один оборот за 7 минут, типичные времена обращения у большинства белых карликов обычно длятся несколько часов. Кроме того, звезда обладает экстремальным магнитным полем, которое почти в один миллиард раз мощнее Солнечного. Сочетание высокой скорости вращения, а также экстремальной силы магнитного поля, указывает на то, что ZTF J1901+1458 это результат слияния двух меньших белых карликов в один.

## Важность открытия
ZTF J1901+1458 — это первый известный белый карлик, образовавшийся в результате слияния двух других. Существование подобных объектов слияния очень важно для астрономии. Если выяснится, что столкновения белых карликов происходят достаточно регулярно, то это может внести существенные коррективы в использующейся сейчас лестнице сверхдальних расстояний, в ту её часть, что основывается на взрывах сверхновых типа Ia. Поскольку светимость при взрывах от столкновения двух белых карликов может быть произвольной, в отличие от сверхновых типа Ia, и поэтому такие взрывы нельзя использовать как стандартную свечу.